# Băneasa, Bolgrad
Băneasa (în bulgară Бановка, rareori Банова, în ucraineană Баннівка) este un sat în comuna Vaisal din raionul Bolgrad, regiunea Odesa, Ucraina. Are 1,211 locuitori, preponderent bulgari.
Satul este situat la o altitudine de 23 metri, în partea centrală a raionului Bolgrad. El se află la o distanță de 29 km est de centrul raional Bolgrad. Prin această localitate trece drumul național Bolgrad-Cetatea Albă. Teritoriul acestei localități este traversat de râul Catalpugul Mare, care se varsă în Lacul Catalpug, în dreptul localității Șichirlichitai-Noi.

## Istoric
Prin Tratatul de pace de la București, semnat pe 16/28 mai 1812, între Imperiul Rus și Imperiul Otoman, la încheierea războiului ruso-turc din 1806 – 1812, Rusia a ocupat teritoriul de est al Moldovei dintre Prut și Nistru, pe care l-a alăturat Ținutului Hotin și Basarabiei/Bugeacului luate de la turci, denumind ansamblul Basarabia (în 1813) și transformându-l într-o gubernie împărțită în zece ținuturi (Hotin, Soroca, Bălți, Orhei, Lăpușna, Tighina, Cahul, Bolgrad, Chilia și Cetatea Albă, capitala guberniei fiind stabilită la Chișinău).
Pentru a-și consolida stăpânirea asupra Basarabiei, autoritățile țariste au sprijinit începând din anul 1812 stabilirea în sudul Basarabiei a familiilor de imigranți bulgari din sudul Dunării, aceștia primind terenuri de la ocupanții ruși ai Basarabiei. Satul Băneasa a fost fondat în anul 1821 de către coloniștii bulgari veniți de la Ismail .
În urma Tratatului de la Paris din 1856, care încheia Războiul Crimeii (1853-1856), Rusia a retrocedat Moldovei o fâșie de pământ din sud-vestul Basarabiei (cunoscută sub denumirea de Cahul, Bolgrad și Ismail). În urma acestei pierderi teritoriale, Rusia nu a mai avut acces la gurile Dunării. În urma Unirii Moldovei cu Țara Românească din 1859, acest teritoriu a intrat în componența noului stat România (numit până în 1866 "Principatele Unite ale Valahiei și Moldovei").
În 1858, autoritățile moldovenești au permis deschiderea în sat a unei școli primare în limba bulgară , unde a predat  pentru un timp ca profesor savantul Bogdan Mancev din Sviștov. Cu toate acestea, în perioada 1861-1862, 174 familii din sat s-au mutat în Taurida .
În urma Tratatului de pace de la Berlin din 1878, România a fost constrânsă să cedeze Rusiei sudul Basarabiei. La începutul secolului al XX-lea, satul Băneasa avea 150 de case și 980 de locuitori . În ianuarie 1918, activiștii bolșevici au preluat conducerea în sat. Intervenția armatei române a dus la înăbușirea rebeliunii bolșevice.
După Unirea Basarabiei cu România la 27 martie 1918, satul Băneasa a făcut parte din componența României, în Plasa Bolgrad a județului Ismail. Pe atunci, majoritatea populației era formată din bulgari, existând și comunități mici de ruși și români. La recensământul din 1930, s-a constatat că din cei 1.507 locuitori din sat, 1.231 erau bulgari (81.69%), 175 ruși (11.61%), 94 români (6.24%), 6 găgăuzi și 1 polonez. La 1 ianuarie 1940, din cei 1.725 locuitori ai satului, 1.406 erau bulgari (81.51%), 161 ruși (9.33%) și 158 români (9.16%).
În perioada interbelică, satul s-a aflat în aria de interes a activiștilor bolșevici din URSS, aici existând un comitet revoluționar clandestin. Mai mulți săteni au participat la Răscoala de la Tatarbunar din 1924, organizată de bolșevicii din URSS. După înăbușirea răscoalei au fost arestați patru localnici, unul dintre ei fiind condamnat de către tribunalul militar. În 1925, au fost arestați 14 săteni acuzați de activități anarhiste subversive.
Ca urmare a Pactului Ribbentrop-Molotov (1939), Basarabia, Bucovina de Nord și Ținutul Herța au fost anexate de către URSS la 28 iunie 1940. După ce Basarabia a fost ocupată de sovietici, Stalin a dezmembrat-o în trei părți. Astfel, la 2 august 1940, a fost înființată RSS Moldovenească, iar părțile de sud (județele românești Cetatea Albă și Ismail) și de nord (județul Hotin) ale Basarabiei, precum și nordul Bucovinei și Ținutul Herța au fost alipite RSS Ucrainene. La 7 august 1940, a fost creată regiunea Ismail, formată din teritoriile aflate în sudul Basarabiei și care au fost alipite RSS Ucrainene . Imediat după ocuparea Basarabiei, autoritățile sovietice au deportat mai multe familii de țărani chiaburi în Siberia.
În perioada 1941-1944, toate teritoriile anexate anterior de URSS au reintrat în componența României. Apoi, cele trei teritorii au fost reocupate de către URSS în anul 1944 și integrate în componența RSS Ucrainene, conform organizării teritoriale făcute de Stalin după anexarea din 1940, când Basarabia a fost ruptă în trei părți. În anul 1954, Regiunea Ismail a fost desființată, iar localitățile componente au fost incluse în Regiunea Odesa.
Începând din anul 1991, satul Băneasa face parte din raionul Bolgrad al regiunii Odesa din cadrul Ucrainei independente. În prezent, satul are 1.211 locuitori, preponderent bulgari.

## Economie
Locuitorii satului Băneasa se ocupă în principal cu agricultura. Se cultivă cereale și viță de vie. Începând din 1974 a fost înființată o fermă de păsări care producea anual 200 de tone de carne de curcan.

## Personalități
- Ivan Kolev (1861-1917) - general bulgar, erou al primului război mondial

## Demografie
Componența lingvistică a comunei Băneasa
     Bulgară (89,35%)
     Rusă (5,12%)
     Ucraineană (3,96%)
     Alte limbi (1,07%)
Conform recensământului din 2001, majoritatea populației comunei Băneasa era vorbitoare de bulgară (89,35%), existând în minoritate și vorbitori de rusă (5,12%) și ucraineană (3,96%).
1930: 1.507 (recensământ) 
1940: 1.725 (estimare)
2001: 1.211 (recensământ)

## Obiective turistice
- Monumentul lui V.I. Lenin
- Monumentul victoriei poporului sovietic în Marele Război pentru Apărarea Patriei